# Oreophrynella quelchii
Oreophrynella quelchii ist eine südamerikanische Krötenart aus der Gattung Oreophrynella. Im Deutschen wird sie gelegentlich auch als Scheinkrötchen bezeichnet. Die Art ist nach dem britischen Zoologen John Joseph Quelch (1854–?) benannt.

## Beschreibung
Der Körper ist 22 Millimeter lang und schwarz. Die Kehle und der Bauch sind hellgelb gefleckt oder marmoriert. Die Oberseite ist mit markanten Warzen unterschiedlicher Größe bedeckt, die Unterseite mit kleineren, flacheren Warzen. Die Schnauze ist kurz, abgerundet und nicht hervorstehend. Das Canthus rostralis ist ausgeprägt. Der Interorbitalraum ist so breit wie die oberen Augenlider. Die Finger sind sehr kurz und an der Basis durch dicke Haut verbunden. Sie sind am Ende etwas geschwollen. Der erste, zweite und vierte Finger sind gleich lang, der dritte ist am längsten. Die Zehen sind ebenfalls sehr kurz und an der Basis verbunden. Die erste und fünfte sind gleich, die vierte ist ein bisschen länger und die zweite und dritte sind am kürzesten. Handflächen und Fußsohlen sind warzig, die carpalen und tarsalen Tuberkel sind ziemlich flach. Das metatarsodigitale Gelenk erreicht das Auge. Männchen haben keine Schallblase.

## Vorkommen und Lebensweise
Oreophrynella quelchii kommt ausschließlich auf dem Roraima-Tepui und dem Wei-Assipo-Tepui vor. Sie wurde in Höhen von 2300 bis 2800 Meter über dem Meer gefunden.
Das Scheinkrötchen ist tagaktiv und auf offenen Felsoberflächen in der hochmontanen Stufe anzutreffen. Bei der Art findet eine direkte Entwicklung in den Eiern ohne Kaulquappenstadium statt.